# Serrières-de-Briord
Pour les articles homonymes, voir Serrières.
Serrières-de-Briord est une commune française située dans le département de l'Ain, en région Auvergne-Rhône-Alpes.
Ses habitants s'appellent les Serrièrois.

## Géographie
Village situé au confluent du Rhône et de la Pernaz, face au département de l'Isère.

### Climat
Pour des articles plus généraux, voir Climat d'Auvergne-Rhône-Alpes et Climat de l'Ain.
En 2010, le climat de la commune est de type climat des marges montargnardes, selon une étude du CNRS s'appuyant sur une série de données couvrant la période 1971-2000. En 2020, Météo-France publie une typologie des climats de la France métropolitaine dans laquelle la commune est exposée à un climat de montagne ou de marges de montagne et est dans la région climatique Alpes du nord, caractérisée par une pluviométrie annuelle de 1 200 à 1 500 mm, irrégulièrement répartie en été.
Pour la période 1971-2000, la température annuelle moyenne est de 10,9 °C, avec une amplitude thermique annuelle de 17,8 °C. Le cumul annuel moyen de précipitations est de 1 352 mm, avec 11,9 jours de précipitations en janvier et 7,9 jours en juillet. Pour la période 1991-2020, la température moyenne annuelle observée sur la station météorologique de Météo-France la plus proche, sur la commune de Montagnieu à 2 km à vol d'oiseau, est de 12,4 °C et le cumul annuel moyen de précipitations est de 1 099,9 mm,. Pour l'avenir, les paramètres climatiques de la commune estimés pour 2050 selon différents scénarios d'émission de gaz à effet de serre sont consultables sur un site dédié publié par Météo-France en novembre 2022.

## Urbanisme

### Typologie
Au 1er janvier 2024, Serrières-de-Briord est catégorisée bourg rural, selon la nouvelle grille communale de densité à 7 niveaux définie par l'Insee en 2022.
Elle est située hors unité urbaine et hors attraction des villes,.

### Occupation des sols
L'occupation des sols de la commune, telle qu'elle ressort de la base de données européenne d’occupation biophysique des sols Corine Land Cover (CLC), est marquée par l'importance des territoires agricoles (38 % en 2018), en augmentation par rapport à 1990 (36,4 %). La répartition détaillée en 2018 est la suivante : 
zones agricoles hétérogènes (38 %), forêts (32 %), eaux continentales (15,8 %), zones urbanisées (11,1 %), espaces verts artificialisés, non agricoles (3,1 %), prairies (0,1 %).
L'évolution de l’occupation des sols de la commune et de ses infrastructures peut être observée sur les différentes représentations cartographiques du territoire : la carte de Cassini (XVIIIe siècle), la carte d'état-major (1820-1866) et les cartes ou photos aériennes de l'IGN pour la période actuelle (1950 à aujourd'hui).

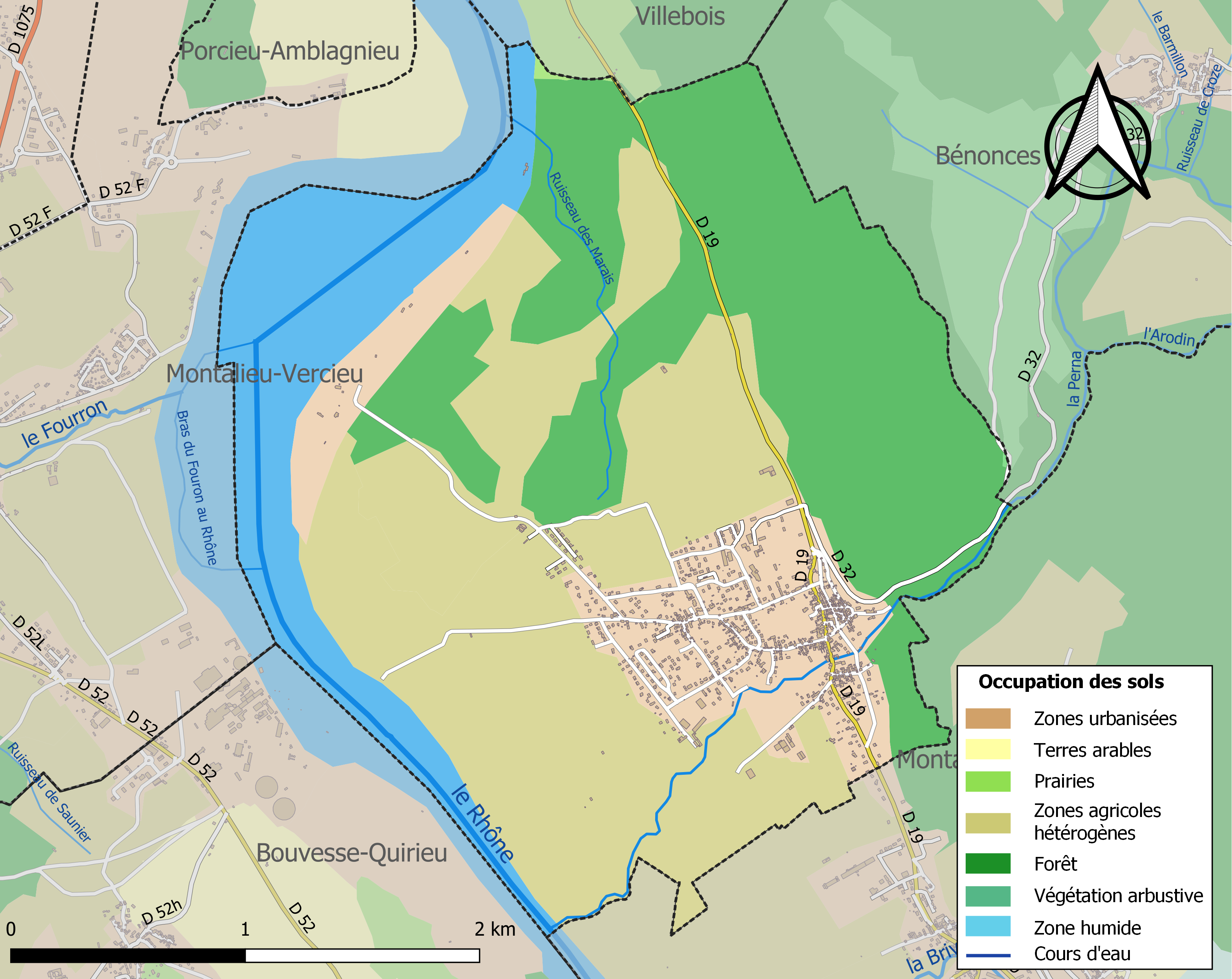
Carte des infrastructures et de l'occupation des sols de la commune en 2018 (CLC).

## Toponyme
Le nom est mentionné anciennement sous les formes Ecclesia Serreires au XIIIe siècle, puis Sareres, Apud Sarrarias et Serreres au cours du siècle suivant.
Le toponyme dérive des noms locaux serraz, serre qui désigne, selon André Pégorier, une « colline allongée », avec le suffixe collectif -ière.

## Histoire
Au Moyen Âge, l'enquête de 1339, précise que Amblard de Briord, seigneur de Serrières, à la suite du traité intervenu avec le dauphin Humbert II, s'engage à construire au hameau de Briord, une « maison ou tour salle » pour son fils Artaud.
Un gain territorial a lieu le 20 juillet 1892 avec l'intégration du hameau de Petit-Serrières aux dépens de Montagnieu.
Le 31 mars 1955, Serrières devient Serrières-de-Briord.

## Politique et administration

### Découpage territorial
La commune de Serrières-de-Briord est membre de la communauté de communes de la Plaine de l'Ain, un établissement public de coopération intercommunale (EPCI) à fiscalité propre créé le 15 décembre 2002 dont le siège est à Chazey-sur-Ain. Ce dernier est par ailleurs membre d'autres groupements intercommunaux.
Sur le plan administratif, elle est rattachée à l'arrondissement de Belley, au département de l'Ain et à la région Auvergne-Rhône-Alpes. Sur le plan électoral, elle dépend du  canton de Lagnieu pour l'élection des conseillers départementaux, depuis le redécoupage cantonal de 2014 entré en vigueur en 2015, et de la cinquième circonscription de l'Ain  pour les élections législatives, depuis le dernier découpage électoral de 2010.

### Administration municipale
| Période | Période  | Identité               | Étiquette | Qualité                        |
| ------- | -------- | ---------------------- | --------- | ------------------------------ |
| 1908    | 1919     | Louis Gabriel Durochat |           |                                |
| 1919    | 1929     | Joseph Charbonnet      |           |                                |
| 1929    | 1945     | Joseph Monteymard      |           |                                |
| 1945    | 1965     | Pierre Lapierre        |           |                                |
| 1965    | 1966     | Henri Pelossier        |           |                                |
| 1966    | 1969     | Claudius Girod         |           |                                |
| 1969    | 1977     | Madeleine Bonnet       |           |                                |
| 1977    | 2001     | André Sabonnadière     |           |                                |
| 2001    | En cours | Daniel Beguet          | DVG       | Retraité Réélu en 2008 et 2014 |

## Démographie
L'évolution du nombre d'habitants est connue à travers les recensements de la population effectués dans la commune depuis 1793. Pour les communes de moins de 10 000 habitants, une enquête de recensement portant sur toute la population est réalisée tous les cinq ans, les populations de référence des années intermédiaires étant quant à elles estimées par interpolation ou extrapolation. Pour la commune, le premier recensement exhaustif entrant dans le cadre du nouveau dispositif a été réalisé en 2005.

En 2022, la commune comptait 1 329 habitants, en évolution de +5,31 % par rapport à 2016 (Ain : +5,15 %, France hors Mayotte : +2,11 %).
| 1793 | 1800 | 1806 | 1821 | 1831 | 1836 | 1841 | 1846 | 1851 |
| ---- | ---- | ---- | ---- | ---- | ---- | ---- | ---- | ---- |
| 500  | 464  | 614  | 519  | 522  | 569  | 595  | 563  | 537  |

| 1856 | 1861 | 1866 | 1872 | 1876 | 1881 | 1886 | 1891 | 1896 |
| ---- | ---- | ---- | ---- | ---- | ---- | ---- | ---- | ---- |
| 660  | 675  | 702  | 643  | 677  | 641  | 681  | 713  | 750  |

| 1901 | 1906 | 1911 | 1921 | 1926 | 1931 | 1936 | 1946 | 1954 |
| ---- | ---- | ---- | ---- | ---- | ---- | ---- | ---- | ---- |
| 747  | 688  | 633  | 592  | 619  | 577  | 541  | 517  | 550  |

| 1962 | 1968 | 1975 | 1982 | 1990 | 1999 | 2005  | 2006  | 2010  |
| ---- | ---- | ---- | ---- | ---- | ---- | ----- | ----- | ----- |
| 705  | 773  | 824  | 825  | 834  | 960  | 1 055 | 1 073 | 1 174 |

| 2015  | 2020  | 2022  | - | - | - | - | - | - |
| ----- | ----- | ----- | - | - | - | - | - | - |
| 1 278 | 1 310 | 1 329 | - | - | - | - | - | - |

## Économie
Depuis 2008, un centre commercial avec une petite épicerie « Vival », une boulangerie, un boucher-charcutier et un kinésithérapeute a ouvert ses portes.
Le village dispose également d'une pharmacie et d'un centre médical.
D'autres artisans et commerçants sont présents sur le territoire communal (horticulteur, salons de coiffure et de tatouage, bureau de tabac, pizzerias, etc.).

## Lieux et monuments

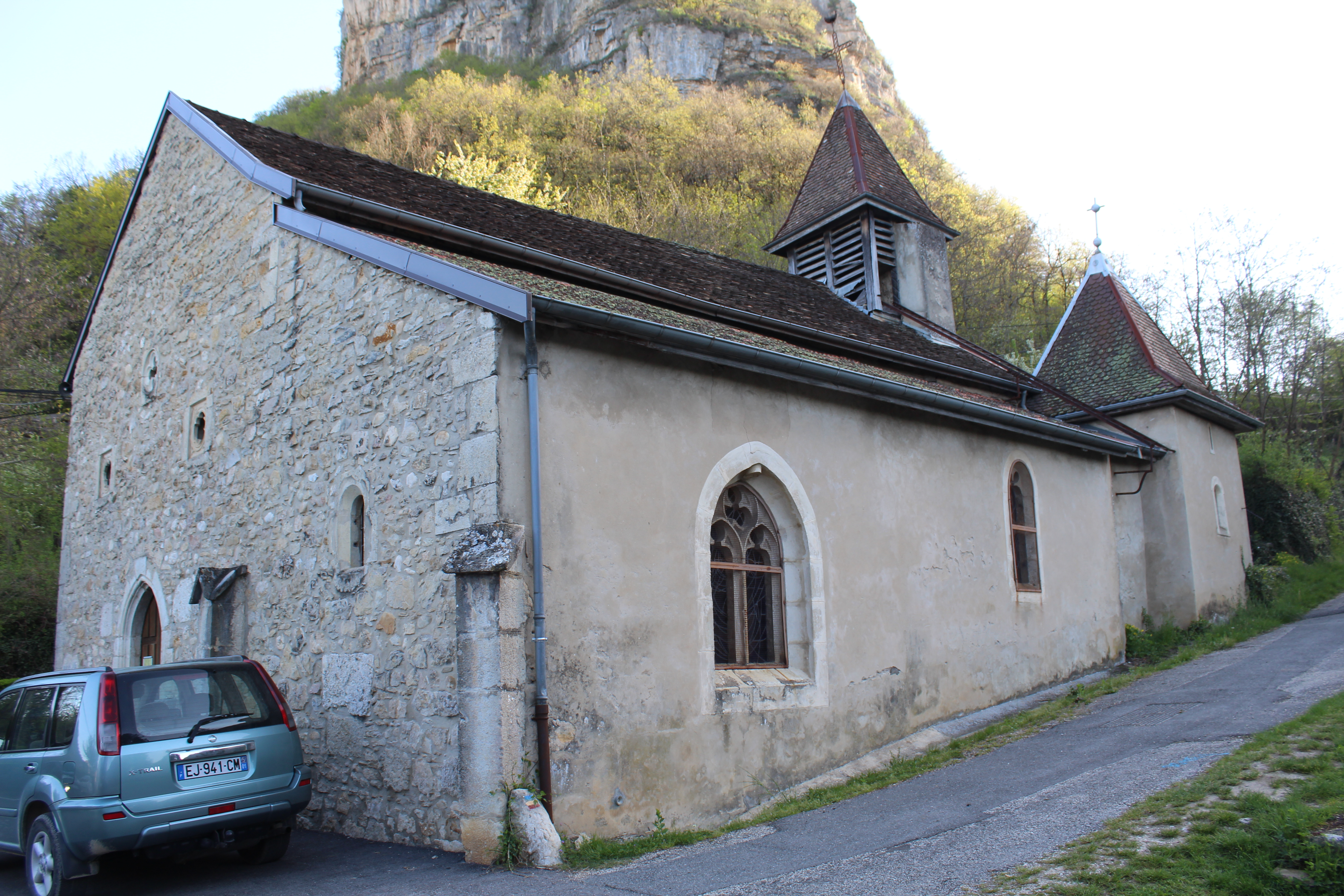
Église Saint-Pierre.

- Buffières. Sur la rive droite du Tréffond[22], ruines d'une maison forte citée depuis 1337[23].
- Église Saint-Pierre.
- Chapelle Saint-Léger, chapelle médiévale en cours de restauration.
- Sentier de canyoning le long de la rivière Pernaz, agrémenté de cascades.
- Le « Point vert », espace de loisirs au bord du Rhône propose des activités nautiques (voile, SUP, canoë, etc.) ainsi qu'un service de restauration et un hébergement de plein-air. C'est un lieu de baignade et de pique-nique apprécié.
- Château du Charmieux. M. Boucharlat, alors directeur de l'usine de tulles de soie de Serrières, fait construire un château en 1908. Au même moment, d'importantes grèves ont lieu à l'usine de tulles de soie. La révolte des ouvriers est telle qu'elle pousse M. Boucharlat et sa famille à quitter Serrières pour se rendre à Tassin-la-Demi-Lune, laissant ainsi les travaux du château inachevés[24].